# Ладзати, Франческо Фульгенцио
Франче́ско Фульге́нцио Ладза́ти (итал. Francesco Fulgenzio Lazzati  OFM, 6 ноября 1882 года, Черро-Маджоре, Италия — 24 мая 1932 года, Могадишо, Итальянское Сомали) — католический епископ Апостольского викариата Могадишо с 14 июля 1931 года по 24 мая 1932 года. Член монашеского ордена францисканцев.
17 июня 1905 года рукоположён в священники в монашеском ордене францисканцев. Cлужил на миссии в Итальянском Сомали.
14 июля 1931 года римский папа Пий XI назначил его титулярным епископом Эрмополя Великого и ординарием Апостольского викариата Могадишо. 8 ноября 1931 года состоялось его рукоположение в епископы, которое совершил в Милане архиепископ Милана кардинал Альфредо Шустер.
Скончался в мае 1932 года. Был похоронен на территории кафедрального собора Пресвятой Девы Марии Утешения в Могадишо. В 1993 году его останки были перевезены в Италию, где были погребены в 1997 году в храме святого Антония Падуанского в Милане.